# Рейес, Франмиль
Франмиль Федерико Рейес (исп. Franmil Federico Reyes, 7 июля 1995, Сабана-Гранде-де-Паленке) — доминиканский бейсболист, аутфилдер клуба Главной лиги бейсбола «Кливленд Гардианс».

## Биография
Родился 7 июля 1995 года в Сабана-Гранде-де-Паленке. Рос в спортивной семье. Мать Франмиля играла в софтбол, несколько его дальних родственников были профессиональными бейсболистами. Кумиром Рейеса в детстве был Владимир Герреро. С его сыном, Владимиром-младшим, он поддерживает дружеские отношения. В январе 2011 года был назван самым ценным игроком Матча всех звёзд Доминиканской лиги проспектов. В ноябре того же года в статусе международного свободного агента подписал контракт с клубом «Сан-Диего Падрес», получив бонус в размере 700 тысяч долларов.
Профессиональную карьеру начал в 2012 году в составе дочерней команды «Падрес» в Доминиканской летней лиге. Годом позже переехал в США, где провёл сезон в составе двух команд нижних уровней фарм-системы клуба. В течение нескольких следующих лет прогрессировал как силовой отбивающий. В сезоне 2017 года, который Рейес провёл на уровне AA-лиги в составе «Сан-Антонио Мишнс», выбил 25 хоум-ранов и набрал 102 рана в 566 появлениях на бите.

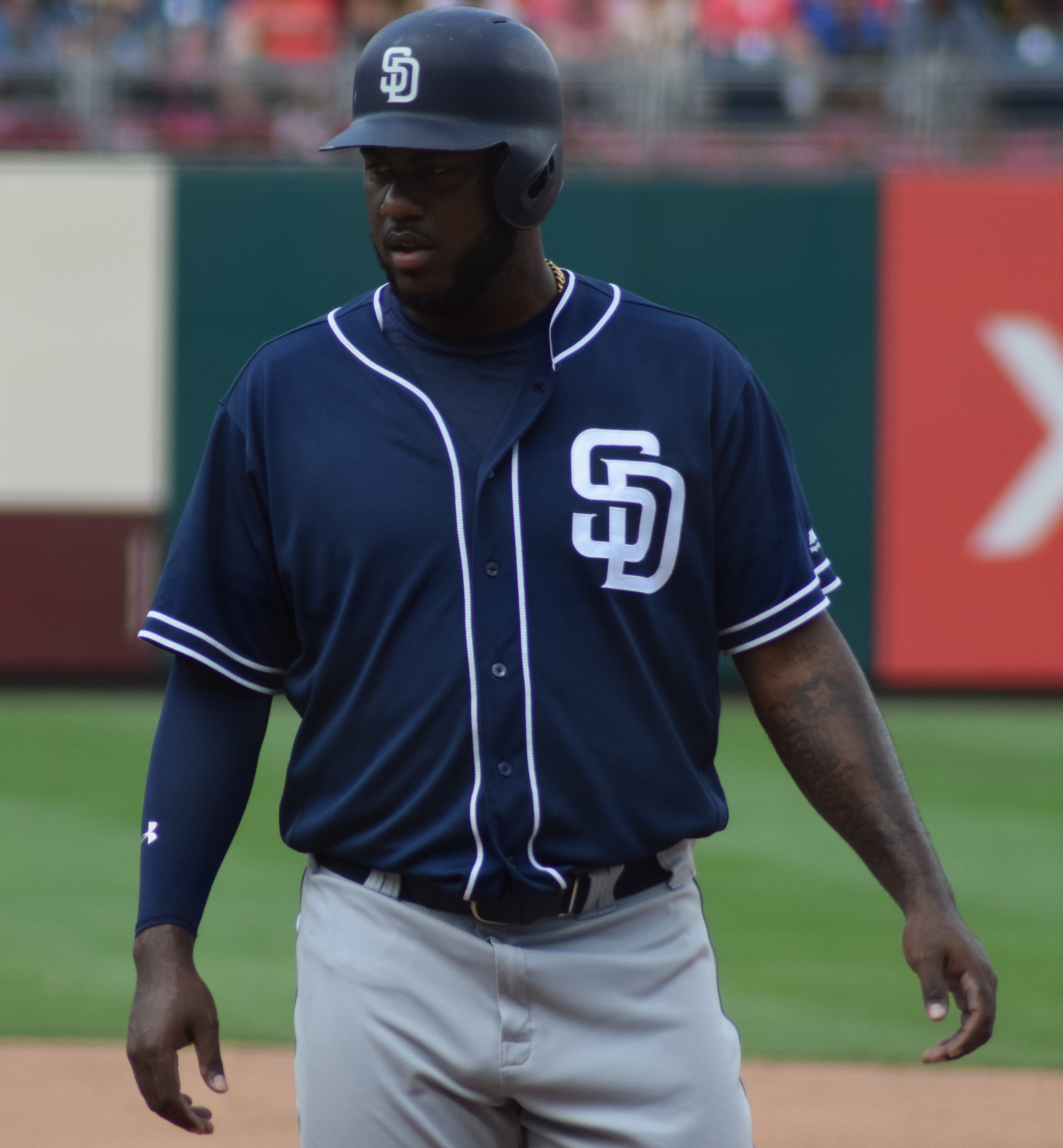
Рейес в составе «Падрес» в 2018 году.

В мае 2018 года дебютировал в Главной лиге бейсбола. Сыграл в 87 матчах на позиции правого аутфилдера, отбивая с эффективностью 28,0 %, и выбил 16 хоум-ранов. В первой половине сезона 2019 года выбил 27 хоум-ранов. В конце июля в рамках трёхстороннего обмена с участием «Цинциннати Редс» перешёл в «Кливленд Индианс». Главный тренер новой команды Терри Франкона задействовал Рейеса в роли назначенного бьющего. Весной 2020 года после завершения предсезонных сборов спортивный обозреватель журнала Forbes и профессиональный скаут Берни Плескофф отмечал, что игрок заметно улучшил свои навыки распознавания подач и контакт с мячом, а также стал получать меньше страйкаутов. Он сравнивал Рейеса со звездой «Чикаго Уайт Сокс» 1990-х годов, членом Зала славы бейсбола, Фрэнком Томасом. Старт регулярного чемпионата 2020 года был отложен из-за пандемии COVID-19. Начавшийся после вынужденной паузы сезон сложился для него неудачно. На хорошем уровне Рейес отыграл только август, по итогам которого его показатель отбивания составил 31,3 %. В сентябре он провёл серию из 23 матчей без выбитых хитов.